# Grovesia pulchella
Grovesia pulchella — вид грибів, що належить до монотипового роду Grovesia.